# Bastian Schweinsteiger
« Schweinsteiger » redirige ici. Pour les autres significations, voir Schweinsteiger (homonymie).
Bastian Schweinsteiger ([ˈbasti̯an ˈʃvaɪ̯nʃtaɪ̯ɡɐ]), né le 1er août 1984 à Kolbermoor en Allemagne de l'Ouest, est un footballeur international allemand qui évoluait au poste de milieu de terrain entre 2002 et 2019.
Son nom signifie « habitant de Schweinsteig », en Bavière.
Figure emblématique du football allemand, athlétique, véloce et adroit face au but, ce milieu de terrain est considéré comme l'un des meilleurs joueurs du monde à son poste. Avec le Bayern Munich, il remporte la Ligue des champions de l'UEFA en 2013 et est deux fois finaliste en 2010 et 2012. Il remporte aussi huit titres de champion d'Allemagne et sept coupes d'Allemagne. Il rejoint en juillet 2015 le club anglais de Manchester United.
Il est, entre 2004 et 2016, l'un des cadres de l'équipe nationale allemande, avec laquelle il dispute quatre championnats d'Europe de football (2004, 2008, 2012, 2016) et trois coupes du monde  (2006, 2010, 2014). Il termine troisième de la Coupe du monde 2006 et 2010 et est finaliste du championnat d'Europe 2008. Il remporte la Coupe du monde 2014 au Brésil avec l'équipe d'Allemagne contre l'Argentine (1-0), après avoir éliminé, en demi-finale, le Brésil (7-1).
Élu Footballeur allemand de l'année en 2013, il a été également nommé capitaine de l'équipe allemande de 2014 à 2016.

## Biographie

### Bayern  Munich

#### Les débuts
Bastian Schweinsteiger rejoint le Bayern Munich en 1998 à l'âge de 14 ans, et évolue jusqu'en 2002 au sein des équipes de jeunes du club. Après avoir remporté avec son équipe le championnat d'Allemagne junior (A-Jungendmeisterschaft) en juillet 2002, il est intégré dans la réserve de l'équipe première du club bavarois qui évolue en troisième division allemande. Après une vingtaine de matchs avec la réserve, il est appelé en équipe première fin 2002. Après seulement deux entraînements avec l'équipe première, l'entraîneur du Bayern Munich Ottmar Hitzfeld donne à Schweinsteiger l'opportunité de faire ses débuts comme remplaçant lors d'un match de Ligue des champions (contre le RC Lens en novembre 2002). Le jeune joueur est immédiatement décisif en offrant un but à Markus Feulner après seulement quelques minutes de jeu. Après cela, il est directement intégré au groupe professionnel et apparaît à 14 reprises en Bundesliga lors de la saison 2002-2003, remportant dès sa première année avec l'équipe première le titre national. En décembre 2002, il signe un contrat professionnel avec le club bavarois. Il marque ses deux premiers buts en professionnel le 4 février 2003, lors d'une rencontre de coupe d'Allemagne face au 1. FC Cologne. Il est titularisé et son équipe s'impose largement par huit buts à zéro.

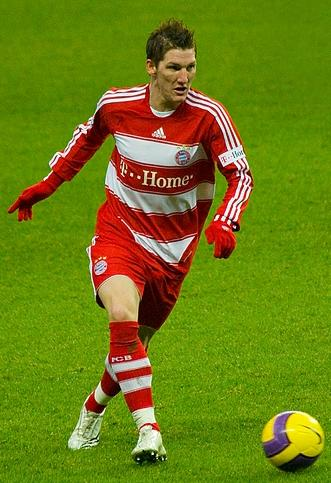
Schweinsteiger le 15 décembre 2007 sous les couleurs du Bayern.

#### Milieu offensif au Bayern Munich
Lors de sa seconde saison professionnelle en 2003-2004, Schweinsteiger dispute 26 matchs sous les couleurs bavaroises et s'impose désormais, à seulement 19 ans, comme titulaire au poste de milieu offensif gauche. Ses performances lui confèrent le statut de grand espoir du football allemand, qui est confirmé par ses premières sélections en équipe d'Allemagne et sa participation au Championnat d'Europe de football 2004. Titulaire en sélection et au Bayern, Bastian devient rapidement la coqueluche des médias et du public (et même de la chancelière allemande Angela Merkel !), en raison de son jeu dynamique, de ses coupes de cheveux extravagantes, et de son image de joueur quelque peu immature,. En 2006, celui que les médias surnomment « Schweini » s'illustre même en imitant la danse d'un poulet pour une marque de salami, !
Si le joueur continue de remporter de nombreux titres avec le Bayern Munich, son statut est remis en question lors de la saison 2007-2008 avec l'arrivée du Français Franck Ribéry, qui évolue au même poste que lui. Schweinsteiger se voit un temps relégué sur le banc et est proche de quitter le club , avant d'être repositionné milieu offensif droit.

#### Repositionnement comme milieu relayeur
La saison 2008-2009 du Bayern Munich ayant été vierge de titre, l'entraîneur Jürgen Klinsmann est limogé et est remplacé par le Néerlandais Louis van Gaal. Ce dernier repositionne Bastian Schweinsteiger au poste de milieu relayeur dès le début de la saison 2009-2010. Ce rôle, dans lequel il s'affirme très rapidement, lui donne peu à peu une autre dimension dans le monde du football. Associé à Mark van Bommel dans l'entrejeu, il devient progressivement le « patron » du milieu de terrain, et la plaque tournante du jeu du Bayern Munich. À ce poste, il fait preuve dans son jeu d'une certaine maturité qui avait jusque-là semblé lui faire défaut,,. Ce changement dans son jeu s'accompagne d'un changement dans son attitude, puisqu'il délaisse les coupes de cheveux extravagantes pour un look plus sobre et acquiert plus de responsabilité sur le terrain et en dehors,,. À ce nouveau poste, Schweinsteiger s'affirme progressivement comme l'un des meilleurs joueurs d'Europe, suscitant des comparaisons avec des joueurs comme Xavi Hernández ou Andrea Pirlo. Dans le même temps, le Bayern réussit à revenir dans le haut niveau du football européen en se qualifiant pour la finale de la Ligue des champions de l'UEFA 2009-2010, qu'il perd néanmoins contre l'Inter Milan. Malgré l'intérêt de grands clubs européens pour recruter la nouvelle superstar allemande, il choisit de prolonger son contrat avec le club bavarois jusqu'en 2016.
Les deux saisons qui suivent sont vierges de titres pour le club bavarois qui ne parvient par à contester la suprématie du Borussia Dortmund en Bundesliga. Lors de la saison 2011-2012, le Bayern finit à la seconde place de toutes les compétitions dans lesquelles il est engagé : seconde place en championnat et défaite en finale de coupe, dans les deux cas au profit de Dortmund, et nouvelle défaite en finale de la Ligue des champions de l'UEFA, cette fois contre le Chelsea Football Club aux tirs au but.
Ces échecs n'entament pas la cote de Bastian Schweinsteiger au niveau international, de sorte qu'en fin de saison il est à nouveau courtisé par des grands d’Europe tels que le Real Madrid et Chelsea,. Ces contacts ne se concrétisent cependant pas par un transfert.
La saison suivante (2012-2013) est l'année de la consécration. À l'inverse de la saison précédente, le Bayern Munich remporte toutes les compétitions dans lesquelles il est engagé. Le championnat est acquis dès la 28e journée grâce à l'unique but inscrit d'une talonnade par Bastian Schweinsteiger contre l'Eintracht Francfort. Le club remporte enfin, après deux finales en trois ans, la Ligue des champions de l'UEFA de la saison 2012-2013, en battant le Borussia Dortmund en finale, 2-1, ainsi que la coupe d'Allemagne et la super coupe d'Europe.
Les performances de Schweinsteiger lors de cette saison lui valent d'être nommé Footballeur allemand de l'année en 2013.
Lors de la saison 2013-2014 il se fait remarquer en marquant un coup franc direct le 15 mars 2014 contre le Bayer Leverkusen. Il contribue ainsi au succès de son équipe (2-1 score final). Son équipe ne remporte pas la ligue des champions mais s'impose tout de même en Bundesliga.

### Manchester United
En juillet 2015, son ancien entraîneur Louis van Gaal souhaite le recruter pour renforcer le milieu de terrain de Manchester United. Le 13 juillet, il s'engage avec le club anglais et déclare être « impatient de travailler à nouveau avec Louis van Gaal ».
Il joue son premier match pour Manchester United le 8 août 2015, lors de la première journée de la saison 2015-2016 de Premier League contre Tottenham Hotspur. Il entre en jeu à la place de Michael Carrick lors de cette rencontre remportée par son équipe sur le score de un but à zéro. Le 28 novembre 2015, il marque son premier but avec Manchester United lors d'un match de Premier League face à la surprise du championnat, Leicester City (match nul 1-1). Il connaît cependant une première saison difficile avec son nouveau club en raison de blessures. Victime d'abord d'une blessure au genou pendant un match contre Sheffield le 9 janvier 2016, il se blesse à nouveau lors d'un entrainement en mars, ce qui met un terme à sa saison.
Avec l'arrivée de José Mourinho au poste d'entraîneur de Manchester United à l'été 2016, Schweinsteiger est déclassé. Le technicien portugais écarte le joueur dès le début de la saison.

### Chicago en MLS
Très peu utilisé du côté de Manchester United au cours de la saison 2016-2017, Bastian Schweinsteiger fait l'objet de convoitises de la part du Fire de Chicago (MLS) tout au long de l'hiver,,. Alors que la saison de MLS est commencée depuis trois semaines, le Fire annonce la signature du joueur avec le statut de joueur désigné le 21 mars, après la résiliation du contrat auprès de la formation anglaise. Pour sa première rencontre au Fire de Chicago, il marque pour l'ouverture du score face à l'Impact de Montréal (match nul 2-2). Le 15 avril suivant, Schweinsteiger marque un nouveau but lors d'une rencontre de MLS face au Revolution de la Nouvelle-Angleterre, participant ce jour-là à la victoire de son équipe par trois buts à zéro.
Le 18 janvier 2018, il prolonge son contrat d'une année à Chicago.
Le 8 octobre 2019, il annonce qu'il met un terme à sa carrière sportive.

### En sélection nationale
Schweinsteiger a rejoint la sélection allemande des moins de 21 ans en février 2004, dans laquelle il se distingue en inscrivant un but dans une rencontre amicale contre la Suisse. Retenu pour le championnat européen de l'UEFA des moins de 21 ans, il marque de nouveau et convainc de ses qualités Rudi Völler, alors entraîneur des moins de 21 ans allemands. Lorsque celui-ci est nommé sélectionneur de l'équipe allemande, il retient le jeune joueur bavarois dans le groupe appelé à disputer l'Euro en 2004. Schweinsteiger connaît sa première cape lors d'un match de préparation contre la Hongrie le 6 juin 2004. Il dispute ensuite les trois matchs de son équipe lors de la compétition. Malgré le parcours assez décevant de la Mannschaft lors du tournoi, Schweinsteiger étonne par son dynamisme et son culot sur le terrain. Le benjamin de l'équipe est l'un des rares joueurs de l'équipe à témoigner une certaine hargne sur le terrain.
Très rapidement, il s'impose comme titulaire au sein de la Mannschaft. En juin 2006, alors qu'il est retenu pour la Coupe du monde de football en Allemagne, il compte déjà 29 sélections et 7 buts en équipe nationale alors qu'il n'a même pas 22 ans. Il s'illustre dès le premier match de la compétition contre le Costa Rica (4-2) en délivrant deux passes décisives. Le parcours de la sélection allemande s'achève en demi finale par une défaite face à l'Italie (2-0 après prolongations). Lors du match pour la troisième place remporté contre le Portugal (3-1), Schweinsteiger s'illustre en étant à l'origine des trois buts allemands (il réalisera un doublé et provoquera le contre-son-camp de Petit).

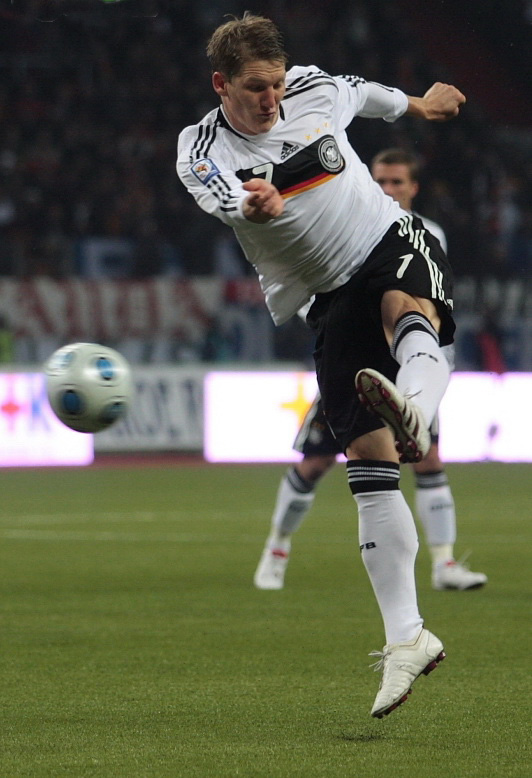
Bastian Schweinsteiger avec l'équipe nationale allemande.

Toujours indiscutable en sélection nationale, Schweinsteiger participe en 2008 à sa troisième compétition internationale, le Championnat d'Europe de football. Il se fait rapidement remarquer en se faisant expulser lors du deuxième match du tournoi contre la Croatie (défaite 1-2). Cette expulsion lui vaut de vives critiques de la part des médias allemands et aussi de la chancelière allemande Angela Merkel (alors qu'il serait son joueur préféré). De retour de suspension, il marque un but et fait deux passes décisives en quart de finale contre le Portugal (victoire 3-2), puis inscrit un autre but en demi-finale contre la Turquie (victoire 3-2). Décisif à chaque match, « Schweini » s'annonce comme l'une des grandes armes de l'Allemagne pour la finale contre l'Espagne. Mais il ne parvient pas à réussir une prestation du même niveau dans un match que l'Allemagne perd 1 à 0.
Sélectionné pour la coupe du monde de football de 2010 en Afrique du Sud, Bastian Schweinsteiger est repositionné par Joachim Löw au poste qu'il occupe désormais au Bayern Munich, celui de milieu relayeur. Ce repositionnement est en partie dû au forfait sur blessure de certains joueurs cadres comme Michael Ballack ou Simon Rolfes. Aux côtés de Sami Khedira, il se réussit un excellent tournoi, ce qui lui vaut d'être nommé dans l'équipe-type de la FIFA à l'issue de la compétition.
En matchs à élimination directe, après avoir dominé l'Angleterre (4-1), les Allemands livrent une partie impressionnante face aux Argentins et donnent une leçon technico-tactique aux hommes de Diego Maradona (4-0). Un homme sort du lot cet après-midi là : Bastian Schweinsteiger, joueur inépuisable qui anesthésie Lionel Messi et réalise deux passes décisives. Le lendemain, le milieu de terrain du Bayern Munich hérite de la meilleure note du Journal L'Équipe (9) qui précise « Bastian Schweinsteiger a été impressionnant dans tous les domaines : relance, récupération, alternance du jeu court et long, capacité d'accélération». Éliminée en demi-finale par l'Espagne (1-0), l'Allemagne remporte néanmoins la troisième place en battant l'Uruguay (3-2) lors de la « petite finale ». Lors de ce match, Schweinsteiger est le capitaine de l'équipe en raison du forfait de Philipp Lahm.

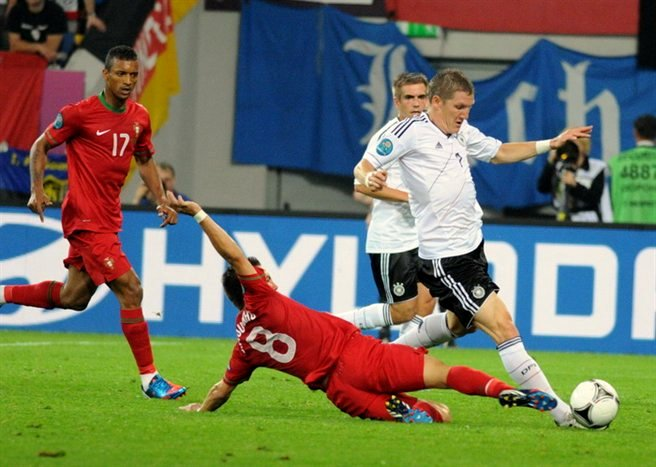
Tacle de Moutinho sur Bastian Schweinsteiger lors d'Allemagne - Portugal à l'Euro 2012.

Il est de nouveau titularisé dans l'entrejeu aux côtés de Sami Khedira lors de l'Euro 2012. Il délivre deux passes décisives lors d'un match de poule contre les Pays-Bas (2-1). L'Allemagne est éliminée en demi-finale contre l'Italie, (2-1).

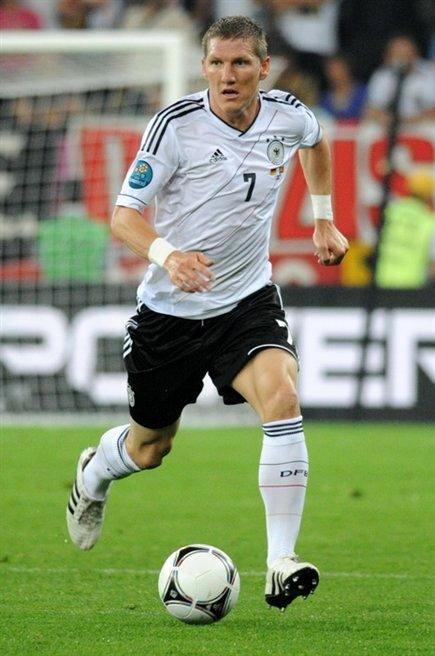
Bastian Schweinsteiger avec l'équipe d'Allemagne à l'Euro 2012.

Lors de la coupe du monde de football de 2014 au Brésil, Bastien Schweinsteiger participe activement à la qualification de son équipe pour la finale qui oppose l'Allemagne et l’Argentine. Ménagé en début de compétition car relevant de blessure, « Basti » monte en puissance au fil des matchs pour atteindre un très haut niveau notamment contre la France (1-0) puis le Brésil (7-1) jusqu'à la finale, où il se révèle déterminant. En effet, lors de cette rencontre, il est l'un des joueurs allemands les plus actifs, devant notamment compenser la blessure de son partenaire habituel Khedira. Il joue un rôle majeur dans la rencontre, s'imposant comme le patron de la défense allemande en se montrant particulièrement efficace face aux attaquants argentins. Sa combativité est symbolisée par le visage en sang avec lequel il termine le match après un coup de poing de Sergio Agüero. À l'issue du match, sa prestation est saluée par la presse qui voit en lui « le guerrier » de la finale, indispensable au onze allemand,.
L'Allemagne remporte ce match dans les dernières minutes des prolongations grâce à un but de Mario Götze. Bastian Schweinsteiger devient ainsi champion de monde avec l'Allemagne, après avoir été demi-finaliste en 2006 et en 2010,. Dans les médias allemands, il est mis en avant avec son compère déjà présent en 2006 Lukas Podolski.
Après la retraite internationale de Philipp Lahm, il devient d'ailleurs le capitaine de la sélection.
Un temps incertain à cause d'une blessure au genou, il est finalement retenu dans la liste des 23 joueurs pour l'Euro 2016 en France. Il est cependant ménagé pour le début du tournoi et n'est pas titularisé pour le premier match contre l'Ukraine (remporté 2-0), laissant son brassard de capitaine au gardien Manuel Neuer. Il rentre pour jouer les arrêts de jeu et marque à la 92e minute le second but allemand. Il retrouve ainsi enfin le chemin des filets avec la sélection alors qu'il n'avait plus marqué avec celle-ci depuis près de cinq ans. Il s'agit de son 24e but en 116 sélections.
Il est capitaine de la sélection allemande lors de la défaite face à l'Équipe de France en demi-finale de Championnat d'Europe de football 2016 sur le score de 2 à 0 avec un doublé d'Antoine Griezmann. Peu après la compétition, il annonce sa décision de prendre sa retraite internationale.
Schweinsteiger a disputé 38 rencontres en grandes compétitions internationales (Euro et Mondial). Il devance désormais Miroslav Klose (37), Lothar Matthaüs et Paolo Maldini (34). Il est néanmoins convoqué par Joachim Löw pour affronter la Finlande en match amical et la Norvège pour les éliminatoires de la Coupe du monde de football 2018 en septembre 2016. 

## Style de jeu
Schweinsteiger est un joueur particulièrement polyvalent. S'il a souvent été aligné au début de sa carrière comme milieu offensif gauche, il a par la suite évolué à différents postes que ce soit comme milieu offensif droit ou centre, voire exceptionnellement comme arrière gauche. À l'arrivée de l'entraîneur Louis van Gaal au Bayern Munich en 2009, il a été repositionné comme milieu relayeur, poste pour lequel il est désormais considéré comme l'un des meilleurs joueurs au monde.
Schweinsteiger se distingue par ses qualités techniques et la précision de son jeu de passe, mais aussi son sens du placement qui font de lui un organisateur de jeu au centre du terrain. Il est aussi réputé pour sa puissance de frappe de balle.

## Vie privée
Bastian Schweinsteiger a été en couple avec la mannequin allemande Sarah Brandner,. En septembre 2014, le journal Bild lui prête une liaison avec la joueuse de tennis serbe, ancienne numéro 1 mondiale, Ana Ivanović, qu'il épouse en juillet 2016 à Venise. En novembre 2017, ils révèlent attendre leur premier enfant. Il devient papa d'un petit garçon, né le 17 mars 2018, qui se prénomme Luka. Il devient papa pour la seconde fois le 30 aout 2019, à nouveau d'un petit garçon, prénommé Léon, puis accueille en 2023 un troisième enfant.
Il est actuellement sponsorisé par Adidas, et a notamment tourné dans la célèbre publicité pour la coupe du monde 2014.
Son frère Tobias est également footballeur, mais avec moins de succès. Tobias joue principalement en deuxième et troisième division allemande, avec notamment 14 buts inscrits en troisième division en 2009-2010, et la même chose en 2011-2012.

## Statistiques

### Carrière
| Saison                | Club                  | Championnat           | Championnat | Championnat | Championnat | Coupe nationale | Coupe nationale | Coupe nationale | Coupe de la Ligue | Coupe de la Ligue | Coupe de la Ligue | Supercoupe | Supercoupe | Supercoupe | Compétition(s) continentale(s) | Compétition(s) continentale(s) | Compétition(s) continentale(s) | Compétition(s) continentale(s) | Allemagne | Allemagne | Allemagne | Total | Total | Total |
| Saison                | Club                  | Division              | M.          | B.          | P.d.        | M.              | B.              | P.d.            | M.                | B.                | P.d.              | M.         | B.         | P.d.       | Comp.                          | M.                             | B.                             | P.d.                           | M.        | B.        | P.d.      | M.    | B.    | P.d.  |
| 2002-2003             | Bayern Munich         | Bundesliga            | 14          | 0           | 2           | 1               | 2               | 0               | -                 | -                 | -                 | -          | -          | -          | C1                             | 1                              | 0                              | 0                              | -         | -         | -         | 16    | 2     | 2     |
| 2003-2004             | Bayern Munich         | Bundesliga            | 26          | 4           | 3           | 3               | 0               | 0               | 1                 | 0                 | 0                 | -          | -          | -          | C1                             | 3                              | 0                              | 0                              | 4         | 0         | 0         | 37    | 4     | 3     |
| 2004-2005             | Bayern Munich         | Bundesliga            | 26          | 3           | 8           | 5               | 0               | 0               | -                 | -                 | -                 | -          | -          | -          | C1                             | 7                              | 1                              | 1                              | 14        | 4         | 0         | 52    | 8     | 9     |
| 2005-2006             | Bayern Munich         | Bundesliga            | 30          | 3           | 2           | 4               | 0               | 0               | 1                 | 0                 | 0                 | -          | -          | -          | C1                             | 8                              | 2                              | 2                              | 17        | 5         | 3         | 60    | 10    | 7     |
| 2006-2007             | Bayern Munich         | Bundesliga            | 27          | 4           | 6           | 3               | 0               | 0               | 2                 | 0                 | 0                 | -          | -          | -          | C1                             | 8                              | 2                              | 1                              | 8         | 4         | 0         | 48    | 10    | 7     |
| 2007-2008             | Bayern Munich         | Bundesliga            | 30          | 1           | 7           | 4               | 0               | 0               | 2                 | 1                 | 0                 | -          | -          | -          | C3                             | 12                             | 0                              | 2                              | 13        | 2         | 2         | 61    | 4     | 11    |
| 2008-2009             | Bayern Munich         | Bundesliga            | 31          | 5           | 12          | 4               | 2               | 0               | -                 | -                 | -                 | -          | -          | -          | C1                             | 9                              | 2                              | 1                              | 11        | 3         | 0         | 55    | 12    | 13    |
| 2009-2010             | Bayern Munich         | Bundesliga            | 33          | 2           | 2           | 4               | 1               | 1               | -                 | -                 | -                 | -          | -          | -          | C1                             | 12                             | 0                              | 0                              | 14        | 3         | 0         | 63    | 6     | 3     |
| 2010-2011             | Bayern Munich         | Bundesliga            | 32          | 4           | 6           | 5               | 2               | 1               | -                 | -                 | -                 | 1          | 0          | 0          | C1                             | 7                              | 2                              | 2                              | 6         | 0         | 1         | 51    | 8     | 10    |
| 2011-2012             | Bayern Munich         | Bundesliga            | 22          | 3           | 3           | 3               | 1               | 0               | -                 | -                 | -                 | -          | -          | -          | C1                             | 11                             | 1                              | 1                              | 8         | 2         | 3         | 44    | 7     | 7     |
| 2012-2013             | Bayern Munich         | Bundesliga            | 28          | 7           | 3           | 5               | 0               | 0               | -                 | -                 | -                 | -          | -          | -          | C1                             | 12                             | 2                              | 4                              | 3         | 0         | 1         | 48    | 9     | 8     |
| 2013-2014             | Bayern Munich         | Bundesliga            | 23          | 4           | 4           | 4               | 1               | 0               | -                 | -                 | -                 | 1          | 0          | 0          | C1                             | 7                              | 2                              | 2                              | 10        | 0         | 1         | 45    | 7     | 7     |
| 2014-2015             | Bayern Munich         | Bundesliga            | 20          | 5           | 4           | 2               | 0               | 0               | -                 | -                 | -                 | -          | -          | -          | C1                             | 6                              | 0                              | 3                              | 3         | 0         | 0         | 31    | 5     | 7     |
| Sous-total            | Sous-total            | Sous-total            | 342         | 45          | 62          | 47              | 9               | 2               | 6                 | 1                 | 0                 | 2          | 0          | 0          | -                              | 103                            | 13                             | 19                             | 111       | 23        | 14        | 611   | 91    | 97    |
| 2015-2016             | Manchester United     | Premier League        | 18          | 1           | 0           | 2               | 0               | 0               | 1                 | 0                 | 0                 | -          | -          | -          | C1+C3                          | 8+2                            | 0                              | 1                              | 8         | 1         | 0         | 39    | 2     | 1     |
| 2016-2017             | Manchester United     | Premier League        | -           | -           | -           | 2               | 1               | 0               | 1                 | 0                 | 0                 | -          | -          | -          | C3                             | 1                              | 0                              | 0                              | 2         | 0         | 0         | 6     | 1     | 0     |
| Sous-total            | Sous-total            | Sous-total            | 18          | 1           | 0           | 4               | 1               | 0               | 2                 | 0                 | 0                 | -          | -          | -          | -                              | 11                             | 0                              | 1                              | 10        | 1         | 0         | 45    | 3     | 1     |
| 2017                  | Fire de Chicago       | Major League Soccer   | 25          | 3           | 2           | 1               | 0               | 0               | -                 | -                 | -                 | -          | -          | -          | -                              | -                              | -                              | -                              | -         | -         | -         | 26    | 3     | 2     |
| 2018                  | Fire de Chicago       | Major League Soccer   | 31          | 4           | 5           | 4               | 0               | 1               | -                 | -                 | -                 | -          | -          | -          | -                              | -                              | -                              | -                              | -         | -         | -         | 35    | 4     | 6     |
| 2019                  | Fire de Chicago       | Major League Soccer   | 30          | 1           | 2           | -               | -               | -               | -                 | -                 | -                 | -          | -          | -          | -                              | 1                              | 0                              | 0                              | -         | -         | -         | 31    | 1     | 2     |
| Sous-total            | Sous-total            | Sous-total            | 86          | 8           | 9           | 5               | 0               | 1               | -                 | -                 | -                 | -          | -          | -          | -                              | 1                              | 0                              | 0                              | -         | -         | -         | 92    | 8     | 10    |
| Total sur la carrière | Total sur la carrière | Total sur la carrière | 446         | 54          | 71          | 56              | 10              | 3               | 8                 | 1                 | 0                 | 2          | 0          | 0          | -                              | 115                            | 13                             | 20                             | 121       | 24        | 14        | 748   | 102   | 108   |

### Buts en équipe nationale
| #   | Date             | Lieu                                                | Adversaire         | Score | Résultats | Compétitions                       |
| --- | ---------------- | --------------------------------------------------- | ------------------ | ----- | --------- | ---------------------------------- |
| 1.  | 8 juin 2005      | Borussia-Park, Mönchengladbach, Allemagne           | Russie             | 1 - 1 | 2 - 2     | Match amical                       |
| 2.  | 8 juin 2005      | Borussia-Park, Mönchengladbach, Allemagne           | Russie             | 2 - 1 | 2 - 2     | Match amical                       |
| 3.  | 18 juin 2005     | RheinEnergieStadion, Cologne, Allemagne             | Tunisie            | 2 - 0 | 3 - 0     | Coupe des confédérations 2005      |
| 4.  | 29 juin 2005     | Zentralstadion, Leipzig, Allemagne                  | Mexique            | 2 - 1 | 4 - 3     | Coupe des confédérations 2005      |
| 5.  | 22 mars 2006     | Westfalenstadion, Dortmund, Allemagne               | États-Unis         | 1 - 0 | 4 - 1     | Match amical                       |
| 6.  | 30 mai 2006      | BayArena, Leverkusen, Allemagne                     | Japon              | 2 - 2 | 2 - 2     | Match amical                       |
| 7.  | 2 juin 2006      | Borussia-Park, Mönchengladbach, Allemagne           | Colombie           | 2 - 0 | 3 - 0     | Match amical                       |
| 8.  | 8 juillet 2006   | Gottlieb-Daimler-Stadion, Stuttgart, Allemagne      | Portugal           | 1 - 0 | 3 - 1     | Coupe du monde 2006                |
| 9.  | 8 juillet 2006   | Gottlieb-Daimler-Stadion, Stuttgart, Allemagne      | Portugal           | 3 - 0 | 3 - 1     | Coupe du monde 2006                |
| 10. | 6 septembre 2006 | Stadio Olimpico, Serravalle, Saint Marin            | Saint-Marin        | 0 - 2 | 0 - 13    | Qualifications Euro 2008           |
| 11. | 6 septembre 2006 | Stadio Olimpico, Serravalle, Saint Marin            | Saint-Marin        | 0 - 7 | 0 - 13    | Qualifications Euro 2008           |
| 12. | 7 octobre 2006   | Ostseestadion, Rostock, Allemagne                   | Géorgie            | 1 - 0 | 2 - 0     | Match amical                       |
| 13. | 11 octobre 2006  | Tehelné Pole, Bratislava, Slovaquie                 | Slovaquie          | 0 - 3 | 1 - 4     | Qualifications Euro 2008           |
| 14. | 19 juin 2008     | St. Jakob-Park, Bâle, Suisse                        | Portugal           | 1 - 0 | 3 - 2     | Euro 2008                          |
| 15. | 25 juin 2008     | St. Jakob-Park, Bâle, Suisse                        | Turquie            | 1 - 1 | 3 - 2     | Euro 2008                          |
| 16. | 20 août 2008     | Frankenstadion, Nuremberg, Allemagne                | Belgique           | 1 - 0 | 2 - 0     | Match amical                       |
| 17. | 6 septembre 2008 | Rheinpark Stadion, Vaduz, Liechtenstein             | Liechtenstein      | 0 - 4 | 0 - 6     | Qualifications Coupe du monde 2010 |
| 18. | 28 mars 2009     | Zentralstadion, Leipzig, Allemagne                  | Liechtenstein      | 3 - 0 | 4 - 0     | Qualifications Coupe du monde 2010 |
| 19. | 12 août 2009     | Stade Tofiq-Béhramov, Bakou, Azerbaïdjan            | Azerbaïdjan        | 0 - 1 | 0 - 2     | Qualifications Coupe du monde 2010 |
| 20. | 3 juin 2010      | Commerzbank-Arena, Francfort-sur-le-Main, Allemagne | Bosnie-Herzégovine | 2 - 1 | 3 - 1     | Match amical                       |
| 21. | 3 juin 2010      | Commerzbank-Arena, Francfort-sur-le-Main, Allemagne | Bosnie-Herzégovine | 3 - 1 | 3 - 1     | Match amical                       |
| 22. | 10 août 2011     | Mercedes-Benz Arena, Stuttgart, Allemagne           | Brésil             | 1 - 0 | 3 - 2     | Match amical                       |
| 23. | 7 octobre 2011   | Türk Telekom Arena, Istanbul, Turquie               | Turquie            | 3 - 1 | 3 - 1     | Qualifications Euro 2012           |
| 24. | 12 juin 2016     | Stade Pierre-Mauroy, Lille, France                  | Ukraine            | 2 - 0 | 2 - 0     | Euro 2016                          |

## Palmarès

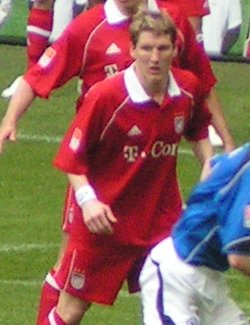
Bastian Schweinsteiger 15 avril 2006

### En club
- Vainqueur de la Ligue des Champions en 2013 avec le Bayern Munich
- Champion d'Allemagne en 2003, 2005, 2006, 2008, 2010, 2013, 2014 et 2015 avec le Bayern Munich
- Vainqueur de la Coupe d'Allemagne en 2003, 2005, 2006, 2008, 2010 et 2013 avec le Bayern Munich
- Vainqueur de la Supercoupe d'Allemagne en 2010 et 2012 avec le Bayern Munich
- Finaliste de la Ligue des champions en 2010 et 2012 avec le Bayern Munich
- Finaliste de la Coupe d'Allemagne en 2012 avec le Bayern Munich
- Finaliste de la Supercoupe d'Allemagne en 2013 avec le Bayern Munich

### EnÉquipe d'Allemagne
- 121 sélections et 24 buts entre 2004 et 2017
- Participation au Championnat d'Europe des Nations en 2004 (Premier Tour), en 2008 (Finaliste), en 2012 (1/2 finaliste) et en 2016 (1/2 finaliste)
- Participation à la Coupe du Monde en 2006 (3e), en 2010 (3e) et en 2014 (Vainqueur)
- Participation à la Coupe des Confédérations en 2005 (3e)

### Distinctions individuelles
- Élu footballeur allemand de l'année en 2013
- Élu joueur de l'année avec le Fire de Chicago en 2018.
- Membre de l'équipe-type européenne de Sports Illustrated en 2011[5]
- Membre de l'équipe-type de la Ligue des Champions en 2013
- Membre de l'équipe-type de la Coupe du Monde en 2010[30]

## Faits marquants
- Il a marqué son premier but avec le FC Bayern Munich contre le VfL Wolfsburg en septembre 2003.

- Il est l'auteur de deux des trois buts inscrits contre le Portugal lors de la petite finale de la Coupe du monde 2006, avec deux frappes similaires depuis l'entrée de la surface de réparation ; le deuxième but a été inscrit par le portugais Petit contre son camp, alors qu'il tentait de dévier un tir venant encore de Schweinsteiger.

- À 22 ans, il comptait 41 sélections, un record de précocité (seul Lukas Podolski a fait mieux avec 44 sélections au même âge). Lothar Matthäus (recordman des sélections en équipe nationale avec 150 capes) ne comptait que 13 sélections au même âge.

- Le 19 mai 2012, Schweinsteiger a raté le dernier tir au but lors de la finale de ligue des champions contre Chelsea FC en position de dernier tireur.

- Le 6 avril 2013, il inscrit le but qui permet au Bayern Munich de battre l'Eintracht Francfort 0-1 lors de la 28e journée de championnat permettant ainsi au club bavarois d'être champion et de devenir le champion le plus précoce de la Bundesliga.

- Le 25 mai 2013, Bastian Schweisteiger prend sa revanche de l'an passé en gagnant avec le Bayern Munich en finale de la Ligue des champions contre le Borussia Dortmund (2-1).

- Il est élu meilleur joueur de Bundesliga en 2013 avec le Bayern Munich.

- Le 13 juillet 2014, il remporte enfin la coupe du monde. La première de sa carrière après les 3e place en 2006 et en 2010.

- Le 13 juillet 2015, Bastian Schweinsteiger s'engage avec Manchester United. il devient ainsi le premier professionnel allemand à défendre les couleurs des Red Devils.